# 하와이 음악
하와이 음악이란 하와이 제도와 그 지역의 음악을 말하는것이다.

## 고대 하와이 음악
오늘날 하와이 주민의 태반은 혼혈이지만, 폴리네시아족의 한 지족을 형성하는 하와이언은 5세기부터 11, 12세기경에 걸쳐 타히티로부터 이동했다고 전해지고 있다. 지금의 하와이 음악은 이러한 고대음악과는 모든 점에서 별개의 음악이라 해도 좋지만, 멀리 따져보면 이와 같은 민족적인 문화를 배경으로 하여 탄생된 것이다. 하와이족이 타히티족에서 분파된 것이라면 당연히 그 고대음악도 타히티 음악의 형태나 연주법을 그대로 하와이로 가져왔다고 보아도 좋을 것이다. 그러나 현재로는 해결되지 않은 채 문제로 남아 있는 의문도 많다. 예컨대 중앙 폴리네시아에서 널리 분포하고 있는 토에레(Toere, 속을 파낸 통나무 북)가 하와이에는 없다는 점, 3현의 현악기라고도 할 수 있는 우케케가 하와이에는 전해져 있으면서 타히티에는 그 흔적이 없다는 점 등이다. 고대 하와이 음악시대는 쿡 선장이 처음으로 하와이를 세계에 소개한 18세기까지(1778년)의 몇 세기 동안 계속되었다. 음악적으로는 '리듬 음악'의 시대여서 주로 대나무, 호리병박, 돌 등이 리듬 악기로 쓰였다. 지금도 볼 수 있는 옛 악기로는 '이프'(속이 빈 호리병박을 손으로 두드리는 북), '우리우리'(호리병박 속에 식물의 씨 또는 작은 돌을 넣은 것으로, 이것을 흔들어 리듬을 잡는다. 현재는 그 상부에 빨강이나 노랑의 아름다운 깃털을 장식으로 붙이고 있다), '푸일리'(대나무의 한 마디를 잘라 중간 앞쪽을 잘게 쪼갠 것. 보통 2개를 가지고 이것을 서로 두드린다), 그 밖에 이상의 3악기에 비하여 사용되는 일은 적으나 '이리이리'(손바닥에 2개의 돌을 가지고 이를 마주친다. 하와이의 캐스터네츠라고 부른다)가 있다.

## 훌라
고대 하와이 음악 중 '메레 훌라'(춤이 따르는 음악)가 있었으며 이것이 현대 훌라의 시초이다.   훌라는 '춤추다'의 뜻이다...

## 19세기의 하와이 음악
19세기의 100년간은 하와이 역사와 함께 하와이 음악도 크게 변하였다. 그 최초는, 1820년 이후 선교사들이 이 섬에 와서 음악이론, 멜로디, 하모니 등을 하와이 주민에게 가르친 일이다. 그리고 많은 찬송가가 하와이말로 번역되어 크리스트교도가 된 주민들에게 불러 주었는데, 오늘날도 이러한 멜로디 또는 찬송가의 멜로디를 차용한 곡 <마카라푸아> 등이 연주되고 있다. 다만 훌라를 추는 것은 금지되어 50년가량 표면적으로 자취를 감추었다. 1879년 이후 하와이로 이주해 온 포르투갈 사람이 우쿨렐레를 만들었고, 1893년에는 하와이 사람인 조셉 케쿠쿠가 지금의 하와이언 기타의 근본인 슬러 주법을 창안하였다. 그리고 왕실 전속의 로열 하와이언 밴드의 지휘자로서 독일사람인 헨리 버거가 부임함에 따라 마침내 근대 하와이 음악의 모태가 형성되기에 이르렀다. 그러나 하와이언 기타가 널리 보급되고 히트송이 활발하게 등장한 것은 1915년 이후이며, 1917년에 별세한 리리우오카라니 여왕은 직접 작곡한 <알로 하오에> 등을 하와이언 기타로 연주하는 것을 한번도 듣지 못했다. 이 전후에 크게 공헌한 사람들은 찰스 킹(하와이의 결혼노래), 서니 쿠나 등이다.

## 현대의 하와이 음악
1930년대에 앰프 증폭이 고안되어 하와이언 기타의 음량 문제가 해결되자 솔 호피와 같은 스타가 배출되었고, 한편 조니 노블, 해리 오언스 같은 작곡가들이 잇달아 히트송을 발표하여 제1기의 황금시대가 탄생하였다. 그 중에서도 오언스의 <스위트 레이라니>는 <와이키키의 결혼>에 삽입되어 1937년도 아카데미 음악 주제가상을 받았고, 이후 오늘날까지 1200만장의 음반이 팔리는 대히트를 하였다. 이 시기의 사람 중에는 이미 고인이 된 사람이 많으나 레이 키니, 조지 카이나파우 같은 가수는 지금도 활약하고 있다. 하와이는 일찍부터 관광을 하나의 자원으로 내세웠는데, 그 일환으로 1935년 풀발한 '하와이콜즈'의 라디오 프로그램은 많은 스타를 낳았다. 1945년 이후 이 프로그램으로 세계적인 스타가 된 사람으로는 줄스아 시, 알프레드 아파카, 그리고 여성가수로 하우나니 카하레와이가 있다. 하와이주에 살고 있는 사람으로서 비교적 많은 레코드가 소개된 연주자로는 할 아로마가 있다.